# 올라 브룬커트
올라 브룬커트(Ola Brunkert, 1946년 9월 15일 ~ 2008년 3월 16일)는 스웨덴의 음악가로, 아바에서 드럼 연주자였다. 외레브로에서 태어났다. 브룬커트는 집에서 사망한 채 발견되었는데, 사고로 인해 과다출혈로 사망한 것으로 추정하고 있다.